# Conglomerato mediatico
Un conglomerato mediatico (inglese: media conglomerate) è un oligopolista maggiore del mercato dei mass media, nei settori prevalenti e congiunti di televisione, pubblicità e produzione cinematografica, nato dalla concentrazione economica in un'unica azienda di due o più oligopolisti minori o di una quantità di aziende che prima erano in concorrenza privata.

## Stati Uniti
Negli Stati Uniti d'America una ventina di aziende conglomeranti dal dopoguerra svilupparono la "concorrenza tra oligopolisti" garantendo un livello standard di pluralismo dell'informazione. Tuttavia, alcuni casi di acquisizioni dopo il 2000 hanno messo in discussioni l'ipotesi che l'equilibrio fra oligopolisti possa essere deteriorato da eccessivi incrementi di quote di mercato da parte dei maggiori conglomeranti, tra cui Time Warner e News Corporation.

## Italia
In Italia televisione e pubblicità (e durante gli anni '80 anche produzione cinematografica) hanno dato luogo ad un fenomeno di conglomerazione mediatica ristretta: questo fenomeno portò alla formazione, ad esempio, di un tripolio televisivo, almeno durante i primi anni 2000, costituito dall'azienda pubblica Rai e dai soggetti privati Mediaset e Sky Italia.

## Esempi
|                                          | Comcast                                           | 21st Century Fox                                       | Walt Disney Co.                                             | CBS Corp.                       | Viacom                               | Time Warner                                                        | Sony                               | Bertelsmann                                                                      | Vivendi                                     | Televisa                                                   | Grupo Globo                                            |
| ---------------------------------------- | ------------------------------------------------- | ------------------------------------------------------ | ----------------------------------------------------------- | ------------------------------- | ------------------------------------ | ------------------------------------------------------------------ | ---------------------------------- | -------------------------------------------------------------------------------- | ------------------------------------------- | ---------------------------------------------------------- | ------------------------------------------------------ |
| produzione di film in studio             | Universal Filmed Entertainment Group              | 20th Century Fox                                       | Walt Disney Studios (division), UTV Motion Pictures (India) | CBS Films                       | Paramount Motion Pictures Group      | Warner Bros.                                                       | Sony Pictures Motion Picture Group | UFA (Germania)                                                                   | StudioCanal (Francia)                       | Videocine (Messico)                                        | Globo Filmes                                           |
| produzione televisiva                    | Universal Television, Universal Cable Productions | 20th Century Fox Television, Endemol Shine Group (50%) | ABC Studios, It's a Laugh Productions, Marvel Television    | CBS Television Studios          | Paramount Television                 | Warner Bros. Television                                            | Sony Pictures Television           | FremantleMedia (UK)                                                              | Banijay Entertainment, Zodiak Media (26.2%) |                                                            | Estúdios Globo                                         |
| Parco a tema                             | Universal Parks & Resorts                         |                                                        | Walt Disney Parks and Resorts                               |                                 |                                      | Parque Warner Madrid (JV with Parques Reunidos) (Spain)            |                                    |                                                                                  |                                             |                                                            |                                                        |
| rete televisiva broadcast                | NBC, Cozi TV, Telemundo, TeleXitos                | Fox, MyNetTV, Movies! (50%)                            | ABC, LWN                                                    | CBS, The CW (50%), Decades (JV) |                                      | The CW (50%)                                                       | GetTV                              | RTL Group (Lussemburgo)                                                          | Canal+ Group (Francia)                      | Canal de las Estrellas, Canal 5, Gala TV, FOROtv (Messico) | Rede Globo, Globosat (Brasile), Globo TV International |
| canali via cavo                          | NBCUniversal Cable                                | FX Networks, Nat Geo channels (73%)                    | Disney Channels Worldwide, Freeform, A&E Networks (50%)     | Pop (50%), Showtime Networks    | Viacom Media Networks                | Turner Broadcasting System, HBO                                    | Sony Pictures TV networks          | RTL Group (Lussemburgo)                                                          | Canal+ Group (Francia)                      | Televisa (Messico)                                         | Rede Globo, Globosat (Brasile), Globo TV International |
| Notizie, canali commerciali / operazioni | NBCUniversal News Group, Weather Channel (25%)    | Fox News, Fox Business                                 | ABC News                                                    | CBS News                        |                                      | CNN, HLN                                                           |                                    |                                                                                  |                                             | Televisa (Messico)                                         | GloboNews                                              |
| reti sportive nazionali                  | NBC Sports Group, NHL Network (15.6%)             | Fox Sports 1, Fox Sports 2                             | ESPN Inc. (80%)                                             | CBS Sports Network              |                                      | Turner Sports                                                      |                                    |                                                                                  |                                             | TDN (Messico)                                              | SporTV                                                 |
| Etichetta discografica                   |                                                   | Fox Music                                              | Disney Music Group                                          | CBS Records                     | Comedy Central Records, Nick Records | WaterTower Music                                                   | Sony Music Entertainment           | BMG (Germania)                                                                   | Universal Music Group                       |                                                            | Som Livre                                              |
| editoriale                               |                                                   |                                                        | Marvel Comics, Disney Publishing Worldwide                  | Simon & Schuster                |                                      | DC Comics                                                          |                                    | Gruner + Jahr (Germania), Penguin Random House (53%), Bertelsmann Printing Group |                                             | Editorial Televisa, Intermex (Messico)                     | Editora Globo                                          |
| Internet                                 | iVillage, Fandango (70%), Hulu (30%)              | Fox Sports Digital Media, Hulu (30%)                   | Disney Interactive, Hulu (30%)                              | CBS Interactive, CNET           | MTV New Media                        | Fandango (30%), Hulu (10%), Warner Bros. Interactive Entertainment | Crunchyroll, PlayStation Network   |                                                                                  | Dailymotion, Gameloft                       | Comercio Más, Televisa Digital (Messico)                   | Globo.com                                              |
| ricavi nel 2015 (rango)                  | US$74.510 billion                                 | US$28.987 billion                                      | US$52.465 billion                                           | US$13.886 billion               | US$13.268 billion                    | US$28.118 billion                                                  | US$67.510 billion                  | US$18.812 billion                                                                | US$11.811 billion                           |                                                            | R$16 billion (≈ US$5 billion)                          |